# Jacques Benoit-Gonnin
Jacques Raymond Germain Benoit-Gonnin (Thoiry, 24 giugno 1952) è un vescovo cattolico francese, dal 18 marzo 2010 vescovo di Beauvais.

## Biografia
Benoit-Gonnin è nato a Thoiry, nel dipartimento dell'Ain, nel 1952.

### Formazione e ministero sacerdotale
Dopo gli studi secondari, ha conseguito una laurea in diritto pubblico e un diploma in pubblica amministrazione presso l'Istituto regionale di amministrazione di Lione. Possiede inoltre due licenze (in teologia ed in diritto canonico). Ha conseguito quindi il dottorato in diritto canonico con una tesi sulle modalità non contenziose di risoluzione dei conflitti nella Chiesa cattolica latina.
Membro della Comunità dell'Emmanuele, è stato ordinato sacerdote il 29 giugno 1985 per l'arcidiocesi di Parigi dal cardinale Jean-Marie Lustiger. Dapprima cappellano del liceo Fénelon Sainte-Marie, nel 1989 è stato nominato vicario della parrocchia di Sainte-Trinité e si è occupato di sostenere i seminaristi dell'Emmanuele.
Nel 1991 Jean-Marie Lustiger lo ha nominato direttore della casa Saint-Augustin. Nello stesso tempo è divenuto vice-direttore dei seminaristi dell'Emmanuel, per poi venir nominato direttore nel 1994.
Nel 1995 è diventato responsabile dei chierici e dei seminaristi della Comunità dell'Emmanuele, incarico che ha mantenuto fino alla sua nomina nel 2002 a parroco della Sainte-Trinité, prima parrocchia affidata alla Comunità, e cappellano di Santa Rita.

### Ministero episcopale
Il 18 marzo 2010 papa Benedetto XVI lo ha nominato vescovo di Beauvais. Ha ricevuto la consacrazione episcopale nella cattedrale di San Pietro a Beauvais il 2 maggio successivo dalle mani del cardinale André Vingt-Trois, arcivescovo metropolita di Parigi, co-consacranti Thierry Jordan, arcivescovo metropolita di Reims, e Jean-Paul James, vescovo di Nantes e suo predecessore a Beauvais. Durante la stessa celebrazione ha preso possesso della diocesi.
In seno alla Conferenza episcopale di Francia è stato membro del Consiglio per i rapporti interreligiosi e le nuove correnti religiose fino al 1º luglio 2017, quando è divenuto membro del Consiglio per l'educazione cattolica.
Nel 2013 ha fondato il giornale diocesano Missio.
L'11 febbraio 2018, nel giorno della festa della Madonna di Lourdes, ha dichiarato il riconoscimento da parte della Chiesa cattolica della guarigione miracolosa avvenuta l'11 luglio 2008, di suor Bernadette Moriau, allora affetta dalla sindrome della cauda equina. Questo riconoscimento costituisce il settantesimo miracolo attribuito dalla Chiesa alla Madonna di Lourdes.

## Genealogia episcopale
La genealogia episcopale è:
- Cardinale Scipione Rebiba
- Cardinale Giulio Antonio Santori
- Cardinale Girolamo Bernerio, O.P.
- Arcivescovo Galeazzo Sanvitale
- Cardinale Ludovico Ludovisi
- Cardinale Luigi Caetani
- Cardinale Ulderico Carpegna
- Cardinale Paluzzo Paluzzi Altieri degli Albertoni
- Papa Benedetto XIII
- Papa Benedetto XIV
- Papa Clemente XIII
- Cardinale Marcantonio Colonna
- Cardinale Giacinto Sigismondo Gerdil, B.
- Cardinale Giulio Maria della Somaglia
- Cardinale Carlo Odescalchi, S.I.
- Vescovo Eugène de Mazenod, O.M.I.
- Cardinale Joseph Hippolyte Guibert, O.M.I.
- Cardinale François-Marie-Benjamin Richard
- Vescovo Marie-Prosper-Adolphe de Bonfils
- Cardinale Louis-Ernest Dubois
- Cardinale Georges-François-Xavier-Marie Grente
- Arcivescovo Marcel-Marie-Henri-Paul Dubois
- Cardinale François Marty
- Cardinale Jean-Marie Lustiger
- Cardinale André Armand Vingt-Trois
- Vescovo Jacques Raymond Germain Benoit-Gonnin, Comm. l'Emm.